# William Wilkins (senador)
William Wilkins (Carlisle, 20 de diciembre de 1779-Pittsburgh, 23 de junio de 1865) fue un abogado, jurista y político estadounidense . Durante su carrera, se desempeñó en ambas cámaras de la Legislatura del Estado de Pensilvania y en las tres ramas del gobierno federal de los Estados Unidos, siendo juez federal de los Estados Unidos, miembro de la Cámara de Representantes y del Senado (en representación de Pensilvania), y miembro del gabinete, siendo Secretario de Guerra.

## Biografía

### Primeros años
Asistió a la Academia Pittsburgh, actual Universidad de Pittsburgh, estudió leyes en 1801 y se graduó en el Dickinson College en 1802. Se dedicó a la práctica legal en Pittsburgh de 1801 a 1806, luego en Lexington (Kentucky), de 1806 a 1807, y nuevamente en Pittsburgh de 1808 a 1815. Fue Presidente del Consejo Municipal de Pittsburgh de 1816 a 1819 y miembro de la Cámara de Representantes de Pensilvania de 1819 a 1820.

### Servicio judicial
Wilkins se convirtió en juez del quinto distrito judicial de Pensilvania en 1820, sirviendo hasta 1824. El 10 de mayo de 1824, fue nominado por el presidente James Monroe a un asiento en el Tribunal de Distrito de los Estados Unidos para el Distrito Oeste de Pensilvania que dejó Jonathan Hoge Walker. Fue confirmado por el Senado de los Estados Unidos el 12 de mayo de 1824 y recibió su comisión el mismo día. Renunció el 14 de abril de 1831 para ocupar una banca en el Senado.

### Política nacional
Siendo jacksoniano, fue senador por Pensilvania desde 1831 hasta 1834. En la elección de 1832, recibió 30 votos electorales de Pensilvania para la vicepresidencia (los otros 189 votos fueron para el candidato oficial del partido, Martin Van Buren). Además, fue elegido para el 16.° distrito congresional de Pensilvania para el 21.° Congreso, pero renunció antes de asumir el cargo.
De 1834 a 1835, fue ministro plenipotenciario ante el Imperio ruso.
Después de regresar a la práctica privada en Pittsburgh de 1836 a 1842, fue elegido como demócrata a la Cámara de Representantes de los Estados Unidos, sirviendo desde 1843 hasta su renuncia en 1844, para aceptar el nombramiento como Secretario de Guerra de los Estados Unidos bajo la presidencia de John Tyler.

### Últimos años
Fue miembro del senado estatal de Pensilvania desde 1855 a 1857, y posteriormente ejerció la práctica privada de la ley en Pittsburgh hasta su fallecimiento, en 1865. Fue sepultado en el cementerio de Homewood en dicha ciudad.

## Homenajes
El municipio de Wilkins (condado de Allegheny, Pensilvania) fue nombrado en su honor.